# Aenictus pubescens
Aenictus pubescens é uma espécie de formiga do gênero Aenictus.